# ベンジャミン・ストラトフォード (第4代アルドバラ伯爵)
第4代アルドバラ伯爵ベンジャミン・オニール・ストラトフォード（英語: Benjamin O'Neale Stratford, 4th Earl of Aldborough、1746年 – 1833年3月7日）は、アイルランド王国の政治家、貴族。1777年から1783年までと1790年から1800年までアイルランド庶民院議員を務めた。

## 生涯
初代アルドバラ伯爵ジョン・ストラトフォードと妻マーサ（1706年ごろ – 1796年3月11日、ベンジャミン・オニールの娘）の息子として、1749年に生まれた。
1777年から1783年までと1790年から1800年までバルティングラス選挙区の代表としてアイルランド庶民院議員を務めた。1777年、ウィックロー県総督（Governor of County Wicklow）の1人に任命された。
1823年3月7日に兄ジョンが死去すると、アルドバラ伯爵位を継承した。
1833年7月11日にウィックロー県ストラトフォード・ロッジ（Stratford Lodge）で死去、12日にバルティングラスで埋葬された。息子メイソン・ジェラードが爵位を継承した。

## 家族
1774年1月10日、マーサ・バートン（Martha Burton、1816年8月24日没、ジョン・バートンの娘）と結婚、1男3女をもうけた。マーサの母サラはその兄弟であるメイソン・ジェラード（Mason Gerard、ジョナサン・ジェラードの息子）の相続人だった。
- メイソン・ジェラード（1784年7月8日 – 1849年10月4日） - 第5代アルドバラ伯爵[2]
- マーサ・オーガスタ（1820年6月15日没[3]）
- イライザ（1848年8月没[3]）
- ソフィア（1864年1月14日没[3]）